# Лесьники (Сокульський повіт)
Лесьники (пол. Leśniki) — село в Польщі, у гміні Суховоля Сокульського повіту Підляського воєводства.
Населення — 60 осіб (2011).
У 1975-1998 роках село належало до Білостоцького воєводства.

## Демографія
Демографічна структура станом на 31 березня 2011 року:
|          | Загалом | Допрацездатний вік | Працездатний вік | Постпрацездатний вік |
| -------- | ------- | ------------------ | ---------------- | -------------------- |
| Чоловіки | 31      | 7                  | 15               | 9                    |
| Жінки    | 29      | 8                  | 16               | 5                    |
| Разом    | 60      | 15                 | 31               | 14                   |